# Функція Гріна (теорія багаточастинкових систем)
Функція Гріна — математична конструкція, що використовується для опису квантових систем багатьох частинок, зокрема в квантовій теорії поля та в статистичній фізиці. Назва функції пов'язана із функцією Гріна, що використовується в математиці, оскільки вони задовольняють схожі рівняння із точковим джерелом. Функція Гріна містить повну інформацію про квантову систему.
У теорії багатьох частинок поняття функції Гріна використовується для позначення всіх кореляційних функцій, але найчастіше означає корелятор польових операторів народження і знищення.
Двоточкова функція Гріна визначається як:
{\displaystyle G(\mathbf {r} _{1},\mathbf {r} _{2},t_{1},t_{2})=-i\langle 0|{\mathcal {T}}{\hat {\psi }}(\mathbf {r} _{1},t_{1}){\hat {\psi }}^{\dagger }(\mathbf {r} _{2},t_{2})|0\rangle .}
Тут G — функція Гріна, {\displaystyle {\hat {\psi }}^{\dagger }(\mathbf {r} ,t)} — оператори поля в гайзенбергівському зображенні, {\displaystyle |0\rangle } — основний стан квантової системи, {\displaystyle {\mathcal {T}}} — оператор часового упорядкування. Часове упорядкування означає те, що всі оператори повинні бути розташовані в порядку зменшення часу. При цьому для ферміонів унаслідок комутаційних співвідношень оператор упорядкування вносить також множник (-1)p, де p — кількість перестановок, необхідна для встановлення правильного порядку часів.
Загалом функція Гріна невідома й задача її відшукання аналогічна розв'язанню рівняння Шредінгера, але формалізм функцій Гріна для багаточастинкових систем закладає зручну основу для теорії збурень і використання техніки діаграм Фейнмана.

## Просторово однорідний випадок

### Основні означення
Розглядається теорія багатьох частинок з польовим оператором (оператором знищення у координатному представленні) {\displaystyle \psi (\mathbf {x} )}.
Від картини Шредінгера можна перейти до картини Гейзенберга:
{\displaystyle \psi (\mathbf {x} ,t)=\mathrm {e} ^{\mathrm {i} Kt}\psi (\mathbf {x} )\mathrm {e} ^{-\mathrm {i} Kt},}
{\displaystyle {\bar {\psi }}(\mathbf {x} ,t)=[\psi (\mathbf {x} ,t)]^{\dagger },}
де {\displaystyle K=H-\mu N} — гамільтоніан системи, що описується великим канонічним ансамблем.
Аналогічно для операторів з уявним часом:
{\displaystyle \psi (\mathbf {x} ,\tau )=\mathrm {e} ^{K\tau }\psi (\mathbf {x} )\mathrm {e} ^{-K\tau },}
{\displaystyle {\bar {\psi }}(\mathbf {x} ,\tau )=\mathrm {e} ^{K\tau }\psi ^{\dagger }(\mathbf {x} )\mathrm {e} ^{-K\tau },}
причому легко бачити, що такий уявночасовий оператор народження {\displaystyle {\bar {\psi }}(\mathbf {x} ,\tau )} не є ермітово спряженим до оператора знищення {\displaystyle \psi (\mathbf {x} ,\tau )}.
У випадку дійсного часу {\displaystyle 2n}-точкова функція Гріна означається таким чином:
{\displaystyle G^{(n)}(1\ldots n|1'\ldots n')=\mathrm {i} ^{n}\langle T\psi (1)\ldots \psi (n){\bar {\psi }}(n')\ldots {\bar {\psi }}(1')\rangle ,}
де використана скорочена нотація, в якій під {\displaystyle j} мається на увазі {\displaystyle \mathbf {x} _{j},t_{j}}, а {\displaystyle j'} позначає {\displaystyle \mathbf {x} _{j}',t_{j}'}. Крім того, оператор {\displaystyle T} позначає часове впорядкування, тому польові оператори за ним впорядковуються таким чином, що їхні часові аргументи зростають зправа наліво.
Для уявного часу відповідне означення має вигляд:
{\displaystyle {\mathcal {G}}^{(n)}(1\ldots n|1'\ldots n')=\langle T\psi (1)\ldots \psi (n){\bar {\psi }}(n')\ldots {\bar {\psi }}(1')\rangle ,}
де під {\displaystyle j} мається на увазі {\displaystyle \mathbf {x} _{j},\tau _{j}}. Варто відмітити, що уявночасові змінні {\displaystyle \tau _{j}} обмежені значеннями від нуля до оберненої температури {\displaystyle \beta ={\frac {1}{k_{B}T}}}, де {\displaystyle k_{B}} — стала Больцмана.
Треба відзначити, що приймається така домовленість щодо знаків та нормування: знак функції Гріна обирається так, аби перетворення Фур'є двоточкової ({\displaystyle n=1}) термальної функції Гріна для вільних частинок мало такий вигляд:
{\displaystyle {\mathcal {G}}(\mathbf {k} ,\omega _{n})={\frac {1}{-\mathrm {i} \omega _{n}+\xi _{\mathbf {k} }}},}
а для запізнювальної функції Гріна:
{\displaystyle G^{\mathrm {R} }(\mathbf {k} ,\omega )={\frac {1}{-(\omega +\mathrm {i} \eta )+\xi _{\mathbf {k} }}},}
де {\displaystyle \omega _{n}={[2n+\theta (-\zeta )]\pi }/{\beta }} є мацубарівськими частотами. Крім того, {\displaystyle \zeta } дорівнює {\displaystyle +1} для бозонів і {\displaystyle -1} для ферміонів, а {\displaystyle [\ldots ,\ldots ]=[\ldots ,\ldots ]_{-\zeta }} позначає відповідно комутатор або антикомутатор.

## Фур'є-образ функції Гріна
Для просторово однорідних систем, гамільтоніан яких не залежить від часу, функція Гріна залежить від різниці часів та координат:
{\displaystyle G(\mathbf {r} _{1},\mathbf {r} _{2},t_{1},t_{2})=G(\mathbf {r} _{1}-\mathbf {r} _{2},t_{1}-t_{2})=G(\mathbf {r} ,t).}
Важливим і зручним для використання є фур'є-образ функції Гріна:
{\displaystyle G(\mathbf {k} ,\omega )=\int G(\mathbf {r} ,t)\exp[-i(\mathbf {k} \cdot \mathbf {r} -\omega t)]dVdt.}

## Застосування в фізиці твердого тіла
Функція Гріна фермі-газу, в якому електрони не взаємодіють між собою, має вигляд:
{\displaystyle G(\mathbf {k} ,\omega )={\frac {\hbar }{\hbar \omega -E_{\mathbf {k} }+i\delta }},}
де {\displaystyle E_{\mathbf {k} }=\hbar ^{2}k^{2}/2m} — енергія електронних станів, m — маса електрона, {\displaystyle \hbar } — зведена стала Планка, а {\displaystyle \delta } — нескінченно мала величина, причому {\displaystyle \delta >0} для {\displaystyle k>k_{F}}, і {\displaystyle \delta <0} при {\displaystyle k<k_{F}}. Тут {\displaystyle k_{F}} — значення хвильового вектора на сфері Фермі.
Така поведінка характерна для функції Гріна взагалі. Її полюси на комплексній площині частоти або енергії визначають спектр станів системи. У випадку ідеального фермі-газу полюси розташовані близько до дійсної осі ({\displaystyle \delta } — нескінченно мала). При розгляді систем частинок, що взаємодіють між собою, полюси функції Гріна лежать на певній віддалі від дійсної осі, а тому містять уявну частину, яка описує затухання збуджень.